# Argoctenus devisi
Argoctenus devisi is een spinnensoort in de taxonomische indeling van de stekelpootspinnen (Zoridae).
Het dier behoort tot het geslacht Argoctenus. De wetenschappelijke naam van de soort werd voor het eerst geldig gepubliceerd in 1898 door William Joseph Rainbow.